# 122 (число)
122 (сто два́дцять два) — натуральне число між 121 і 123.

## У медіа
- «112 Україна» — приватний український інформаційний телеканал інформаційної агенції «112.ua»

## У науці
- Атомний номер унбібію.

## У інших областях
- 122 рік, 122 до н. е.
- ASCII — код символу «z».
- 172 км² - площа острова св. Єлени
- Су-122 - радянська САУ середньої ваги.